# Ballincollig
Ballincollig (irl. Baile an Chollaigh) – miasto w Irlandii, w hrabstwie Cork.